# Baryscapus virens
Baryscapus virens är en stekelart som beskrevs av Graham 1991. Baryscapus virens ingår i släktet Baryscapus och familjen finglanssteklar.
Artens utbredningsområde är:
- Frankrike.
- Ungern.

Inga underarter finns listade.